# Фесенджан
Хореш-е Фесенджан или просто Фесенджан (на персийски: خورش فسنجان‎) е традиционна иранска яхния.
Обикновено рецептата се приготвя с патица или фазан, но може да се използва и пилешко месо. Другите основни съставки са пюре от нар и орехи.
Сервира се с традиционен ирански ориз, приготвен на пара (чело или поло).
Състваките на ястието са:патица или фазан, червен лук, тиква, смлени орехи, пюре от нар, кафява захар, бульон, фреш от лимон или лайм, сол, черен пипер и олио.